# Птолемей (цар Мавретанії)
Птолемей I (*Ptolemaeus, 6 до н. е. або 5 до н. е. — 40) —  останній цар Мавретанії.Правив з 21 року (разом з батьком Юбою II), з 23 року — самостійно.

## Життєпис
Син Юби II та Клеопатри Селени II, володарів Мавретанії. Юба ІІ був сином Юби І, царя Нумібії, союзника Помпея у війні з Юлієм Цезарем. Його мати Клеопатра Селена ІІ була дочкою останньої єгипетської цариці Клеопатри і Марка Антонія і мала брата близнюка.Таким чином, по материнській лінії належив до роду Птолемеїв і роду Антоніїв, що були у родинних зв'язках з династією Юліїв-Клавдіїв.Завдяки батькові здобув гарну освіту у Римі, де жив до 21 року.
По поверненню до Мавретанії Птолемей володарював разом зі своїм батьком. Після смерті батька у 23 році став одноосібним правителем. Спочатку вимушений був реагувати на повстання Такфаріната, на бік якого перейшли деякі піддані Птолемея і просити військової підтримки в проконсула Публія Корнелія Долабелли. На дяку за вірність римський сенат відновив старовинний звичай і нагородив його почесною нагородою: до нього був посланий один з сенаторів, щоб вручити жезл зі слонової кістки і розшиту тогу — прийняті в давнину подарунки сенату — та назвати його царем, союзником, другом.
В подальшому зберігав статус-кво, тобто фактично знаходився у залежності від Римської імперії. Був доволі відомим у Римі своїм меценатством. Багато подорожував імперією. Водночас сприяв розвитку землеробства, зведеню численних споруд, храмів, зростанню та розширенню міст.
У 40 році за наказом імператора Калігули прибув до Риму. Тут привернув до себе увагу розкішним плащем. Від заздрощів імператор наказав стратити Птолемея.

## Наступники
Коли мавританці дізналися, що їх царя стратили в Римі, країну охопило повстання Едемона, колишнього раба Птолемея. Едемон і берберський вождь Сабалус вели в 40-44 роках війну проти Риму. Римські війська дійшли до сучасного Танжера і придушили повстання. Імператор Клавдій, який змінив Калігулу, вирішив анексувати Мавретанію і розділити її на дві провінції — Кесарейську та Тингитанську.

## Родина
Був одружений з Юлією Уранією з берберської родини. Їх донька Друзилла була спочатку одружена з Марком Антонієм Феліксом, прокуратором Юдеї. Другим шлюбом — за Гаєм Юлієм Соемом, царем-жерцем Емесу. Далеким нащадком Друзилли та Соема була цариця Зенобія.